# Montiéramey
Montiéramey è un comune francese di 458 abitanti situato nel dipartimento dell'Aube nella regione del Grand Est.

## Società

### Evoluzione demografica
Abitanti censiti